# اس‌ام یوسی-۱۱۲
اس‌ام یوسی-۱۱۲ (به انگلیسی: SM UC-112) یک زیردریایی است که طول آن ۱۸۵ فوت ۵ اینچ (۵۶٫۵۲ متر) می‌باشد. این زیردریایی در سال ۱۹۱۸ ساخته شد.